# 9098 Toshihiko
9098 Toshihiko este un asteroid din centura principală de asteroizi.

## Descriere
9098 Toshihiko este un asteroid din centura principală de asteroizi. A fost descoperit pe 27 ianuarie 1996 la Ōizumi de Takao Kobayashi. El prezintă o orbită caracterizată de o semiaxă mare de 2,91 ua, o excentricitate de 0,15 și o înclinație de 3,3° în raport cu ecliptica.